# Quatermain und der Schatz des König Salomon
Quatermain und der Schatz des König Salomon (Originaltitel: King Solomon’s Mines) ist ein US-amerikanisch-deutscher Abenteuerfilm aus dem Jahr 2004. Regie führte Steve Boyum, das Drehbuch schrieben Steven H. Berman, Adam Armus und Nora Kay Foster nach dem Roman King Solomon’s Mines von H. Rider Haggard aus dem Jahr 1885.

## Handlung
Dr. Sam Maitland, ein Archäologe, findet eine Karte, auf der die Minen des Königs Salomons verzeichnet wurden. Daraufhin wird er von dem Stammeshäuptling Twala entführt. Die Tochter des Wissenschaftlers, Elizabeth, wendet sich an den Abenteurer Allan Quatermain mit der Bitte um Hilfe bei der Befreiung ihres Vaters. Der verwitwete Quatermain kämpft um das Sorgerecht für seinen Sohn, wofür er Geld benötigt. Er lehnt zuerst das Angebot ab, dann nimmt er es an und verteidigt Elizabeth, die in einer Gasse von einem Mann angegriffen wird.
Die Expedition reist nach Afrika, wo sie von Sir Henry und weiteren Verbündeten Hilfe erhält. Sie wird von einer Gruppe der Russen verfolgt, die im Auftrag des russischen Zaren den Schatz übernehmen wollen.
Twalas Krieger wird im Zweikampf von Quatermain besiegt. Der Häuptling tötet Sir Henry und wird selbst von seinen Untertanen getötet. Der neue Stammeskönig beauftragt den Abenteurer mit der Zerstörung des „Steins der Ahnen“, der Macht verleiht. Quatermain und Elizabeth gehen in die antiken Minen, wo sie von einem der Schatzjäger angegriffen werden, nach einem Kampf stirbt dieser in einer Speerfalle. Sie finden den Stein, werden jedoch in der Schatzkammer eingeschlossen, als sie ihn an sich nehmen. Quatermain macht Elizabeth einen Heiratsantrag, den sie annimmt. Kurz darauf finden sie einen Weg ins Freie und werfen den Stein in die einstürzende Kammer. Der Film endet mit Quatermains glücklichem Familienleben auf einer afrikanischen Farm.

## Kritiken
Rotten Tomatoes lobte den „unsanft attraktiven“ Patrick Swayze, der Quatermain als „kühn“ und „wagemutig“ wirkend darstelle.
Der Filmdienst nennt das Werk einen „überlangen Abenteuerfilm […] mit ausgesucht schönen Wüsten- und Landschaftsaufnahmen, aber auch viel Leerlauf. Die Charaktere bleiben leblos, die Regie ist unkonzentriert.“
Das Magazin Der Zauberspiegel schreibt, der Film sei „wohl die interessanteste Verfilmung des Romanstoffes von Henry Rider Haggard, obwohl der TV-Zweiteiler wenig mit dem Roman zu tun hat. Das ist aber auch das einzige Manko, was man der Verfilmung vorwerfen kann.“
TV Spielfilm nennt das Werk eine „gepflegt-langweilige ‚Indiana Jones‘-Kopie“ mit „gemächlicher Action“ und einem „äußerst schleppenden Anfang“.

## Hintergründe
Der Film wurde in Südafrika gedreht. Er wurde als Fernsehfilm produziert, in Großbritannien fanden jedoch – ab dem 12. Juli 2004 – Kinovorführungen statt.
Dieser Neuverfilmung gingen mehrere andere Verfilmungen voraus, unter anderem Quatermain – Auf der Suche nach dem Schatz der Könige (1985) und Quatermain II – Auf der Suche nach der geheimnisvollen Stadt (1987).

## Veröffentlichungen
Auf DVD sind 2 Versionen erschienen, eine im Amaray und eine sogenannte Special Edition in einer Holzbox, in der Ausstattung unterscheiden sie sich allerdings nicht. Als Extras sind enthalten eine Bildergalerie, Filmografien sowie einige Trailer.